# Пренк Якова
Пренк Якова (на албански: Prenk Jakova) (27 юни 1917 г. – 16 септември 1969 г.) е албански композитор, музикант и автор на „Мрика“ (1958) – първата албанска опера. Родом от Шкодра, той учи при Мартин Гьока и Зеф Курти.
Виртуозен кларнетист, през по-голямата част от живота си, Якова работи като учител по музика и се отличава като наставник на четиримата най-важни композитори на класическа музика от Северна Албания: Ческ Задея, Тиш Дайджа, Тонин Харапи и Симон Гьони.
Освен всичко това, той е директор на музикалния оркестър и на Дома на културата в Шкодра.
Покрай оперите, Якова оставя на потомството много песни и народни музикални произведения с негова композиция.
Затворен е от албанския комунистически режим заради политическото противопоставяне на брат му и му бива поискано да работи повече, отколкото може да понесе. Отчаян и стресиран от прекомерните изисквания към работата си, Якова се самоубива през 1969 година. Смятан е за един от най-важните албански композитори на всички времена.

## Ранен живот
Пренк Якова е роден на 27 юни 1917 г. в Шкодер, Северна Албания. Семейството му произхожда от Дяково, откъдето идва и фамилното име. Дядо му, Деде Якова, е бил кларинетист в колежа в Шкодер.
Якова посещава начално училище през 1924 – 1929 г., а оттам следва средно образование в Лицея на Илирик в родния си град. По време на гимназиалните си години Пренк Якова е част от музикалната група на училището, а също така, насърчаван от баща си, започва да играе в театралните асоциации Богдани и Влазния. По-късно училищната група прераства в градска, а Якова става неин кларнетист. През този период Якова започва да пише музикални мотиви въз основа на добре познати народни песни като Delja rudë (на български: Овцата), Hajredini (на български:Хайредин), и Shkoj e vi flutrim si zogu (на български:Идвам и отлитам като птива).

## Работа
На 18 години Якова е номиниран за художествен ръководител на училищната си група, а първите му ученици са Ческ Задея, Тиш Дайджа, Тонин Харапи, Симон Гьони, Тонин Ррота, Зеф Груда, наред с много други известни албански композитори. Якова започва да композира маршове и други парчета, а на 2 януари 1936 г. е изпратен да преподава в Бърдиче.Там се научава да свири на китара, а три години по-късно, през лятото на 1939 г., си купува хармоника, която също усвоява.
Същата година Якова отива да преподава в Орош, област Мирдита, където пише парче за акордеон, озаглавено „Mall“ (на български:"Носталгия"), а по-късно и песента „Fyelli i Bariut“ (на български: „Флейтата на овчаря“), чийто текст обаче днес е изгубен.
През 1940 г. Якова е прехвърлен обратно в Шкодер, където започва цикъл от песни за деца, както и оперета от два акта „Kopshti i Xhuxhmaxhuxhëve“ (на български: Дворът на джуджетата).
През 1942 г. отива да учи кларинет в Accademia Nazionale di Santa Cecilia в Рим, Италия. Завършва с отлични резултати.
През 1944 г. Якова е нает от хора на Първата партизанска бригада на Дома на младежта, където е назначен за директор. През това време обаче бива арестуван от комунистическия режим и държан в затвора, поради политическите убеждения на брат му, който в крайна сметка е убит от комунистите.
Бившите възпитаници на Якова, Ческ Задея и Тонин Харапи стават свидетели на рязката промяна в поведението на своя учител, след като излиза от затвора – връща се на работа и започва да ходи в 7 сутринта и да се прибира вкъщи едва късно вечер.
В периода 1948 – 1951 г. Якова работи като учител по музика в две училища в Шкодра, но никога не отсъства от нито един ден от практиките на оркестъра на Дома на културата в Шкодра.
В началото на певческия фестивал през 1952 г. в Албания, има множество талантливи солисти и добри симфонични оркестри. През юни същата година поетът Ллазар Силияй е натоварен да напише поезия за младежката работа върху нова водноелектрическа централа, която се изгражда на река Мар.
Парчето започва като песен, но след това придобива по-дълга форма и бива разделено на две действия, наречени Dritë mbi Shqipëri (на български:Светлините на Албания), представени през 1952 г. в Тирана. Парчето служи като ембрион на първата албанска опера „Мрика“, по която Якова работи през следващите 6 години и в крайна сметка репетира за пръв път на 2 май 1958 г. и изнася на сцена на 12 ноември същата година.
На 1 декември 1958 г. операта получава своята премиера в театър „Миджени“, а след някои представления в града, на 27 и 28 декември тя се показва в театъра на Академията за музика и изкуства на Албания.
В края на представлението, Кадри Хазбиу, тогавашен министър на вътрешните работи, изказва своите благодарности на всички артисти и вдига наздравица за Якова. Събитието е счетено за важно и композиторът получава телеграми с поздравления от много композитори по целия свят за успеха на първата си опера.
Изключителният успех на „Мрика“ води до среща между Енвер Ходжа и Якова. Ходжа моли Якова да напише друга опера, този път за албанския национален герой, Скендербег, но Якова отговаря, че „оперите не са като питки, които могат да бъдат поставени във фурната по всяко време“. Смята се, че Ходжа се изсмял на този отговор и веднага уверил Якова, че той лично ще осигури всички необходими условия, за да гарантира успеха на операта.
„Скрендербеу“ действително получава своята премиера 10 години след „Мрика“. Якова работи много интензивно по музиката, като в същото време има и множество отговорности като директор на Дома на културата, а също и преподавателски задачи.
В крайна сметка, операта е завършена и занесена за одобрение в Тирана. Якова бива помолен да прегледа много части от нея, нещо, което категорично отказва да направи и в крайна сметка получава подкрепата на тогавашния министър на културата Фадил Пачрами. Въпреки че „Скендербеу“ постига голям успех и Якова бива поздравен от Енвер Ходжа, трудностите на осъществяването ѝ имат тежки последици върху духа на Якова, довели до опита му за самоубийство на 9 септември 1969 г. Якова от втория етаж на Дома на културата в Шкодер, умирайки няколко дни по-късно на 16 септември.
Жителите от Шкодра, шокирани и огорчени от смъртта на великия композитор, организират внушително погребално шествие за Якова. Смъртната церемония бива придружена от звуците на музикалната група на град Шкодра, създадена от самия Якова.

## Наследство
Якова оставя изключително важно музикално наследство. Освен двете опери, той има още десетки песни, оркестрови и хорови пиеси, филмова музика и оперети. И до днес Якова се смята за един от най-важните албански композитори на всички времена.
Той става известен още с изобилие от фолклорни албански песни, които са толкова широко разпространени, че в страната съществува погрешното убеждение, че те са традиционни албански народни песни, макар да са композирани от Якова.

## Опери
- Мрика (1958)
- Джердж Кастриоти-Скендербеу (1968)

|  | Тази страница частично или изцяло представлява превод на страницата Prenk Jakova в Уикипедия на английски. Оригиналният текст, както и този превод, са защитени от Лиценза „Криейтив Комънс – Признание – Споделяне на споделеното“, а за съдържание, създадено преди юни 2009 година – от Лиценза за свободна документация на ГНУ. Прегледайте историята на редакциите на оригиналната страница, както и на преводната страница, за да видите списъка на съавторите. ВАЖНО: Този шаблон се отнася единствено до авторските права върху съдържанието на статията. Добавянето му не отменя изискването да се посочват конкретни източници на твърденията, които да бъдат благонадеждни. |